# Pierre Kiandjan
Pierre Kiandjan né en 1987, est un artiste contemporain français spécialisé en op art et art cinétique.

## Carrière
Kiandjan a très tôt développé un intérêt pour l'art en montrant des capacités exceptionnelles dans le dessin de formes géométriques abstraites. Son travail se concentre sur la création de lithographies optiques en s'appuyant sur des influences de l'avant-garde artistique américaine : Ivan Serpa, Jesús-Rafael Soto, Barbara Kasten, Frank Stella, Carlos Cruz-Diez, et Edna Andrade. Le mouvement du Bauhaus compte aussi parmi ses sources d'inspiration majeures, notamment les artistes El Lissitzky, František Kupka, and László Moholy-Nagy,.
Sur chacune de ses œuvres, l'évolution de formes assorties de variations subtiles crée l'illusion d'un mouvement rythmé,,,.
Dans son atelier parisien, Pierre Kiandjan mélange les couleurs et la lumière pour donner naissance à de puissantes représentations abstraites et géométriques. Son travail consiste à proposer des constructions complexes dans l'assemblage de motifs simples, révélant ainsi une utilisation innovante des dégradés et ruptures de formes,,,,,. Ses lithographies cotées sur le marché de l'art contemporain sont exposées aux quatre coins du monde et suscitent l'intérêt d'experts et de collectionneurs spécialisés dans l'op art,.
En 2015, il collabore avec Alex Gopher qui, inspiré par la technique héliophore développée par son ancêtre Louis Dufay, lui propose d'intégrer le style et les mouvements cinétiques de l'héliophore dans le design d'une pochette de disque,.